# Автометаморфизм
Автометаморфизм (греч. autos — сам, metamorpho — изменяюсь) — совокупность процессов, приводящих к изменению минерального состава магматической горной породы под воздействием растворов и флюидов, генетически связанных с формирующимися породами. Процесс автометаморфизма включает несколько ступеней: собственно магматический (при температуре свыше 600°С), и пневматолитический (600—375°С) и гидротермальный (менее 375°С). К автометаморфизму относят серпентинизацию перидотитов, альбитизацию спилитов, грейзенизацию аляскитов, пропилитизацию основных и средних пород и другие процессы.